# Эльвир, Самуэль
Самуэ́ль Ива́н Эльви́р Су́ньига (исп. Samuel Iván Elvir Zúñiga; род. 25 ноября 1997, Ла-Сейба) — гондурасский футболист, полузащитник клуба «Марафон». Участник Олимпийских игр 2020 года в Токио.

## Клубная карьера
Элвир — воспитанник клуба «Лобос УПНФМ». 28 июля 2019 года в матче против «Виды» он дебютировал в Лиге Насьональ. 19 января 2020 года в поединке против «Гондурас Прогресо» Самуэль забил свой первый гол за Лобос УПНФМ. В 2023 году Элвир перешёл в «Марафон». 29 июля в матче против «Оланчо» он дебютировал за новую команду. 7 октября в поединке против «Мотагуа» Самуэль забил свой первый гол за «Марафон».

## Международная карьера
В 2020 году в составе олимпийской сборной Гондураса Элвир принял участие в Олимпийских играх в Токио. На турнире он был запасным и на поле не вышел. В 2023 году в составе олимпийской сборной Гондураса Самуэль принял участие в Панамериканских играх в Чили. На турнире он сыграл в матчах против команд Колумбии, США, Бразилии и Доминиканской Республики.